# Otoskwin River
Otoskwin River är ett vattendrag i Kanada.   Det ligger i provinsen Ontario, i den sydöstra delen av landet, 1 200 km nordväst om huvudstaden Ottawa. Otoskwin River ligger vid sjön Attawapiskat Lake.
I omgivningarna runt Otoskwin River växer i huvudsak blandskog. Trakten runt Otoskwin River är nära nog obefolkad, med mindre än två invånare per kvadratkilometer.